# Sankt Bernhard (Thuringe)
Sankt Bernhard est une commune allemande de l'arrondissement de Hildburghausen, Land de Thuringe.

## Géographie
|          | Beinerstadt    |          |
| Grabfeld | Sankt Bernhard | Reurieth |
|          | Dingsleben     |          |

## Histoire
Sankt Bernhard est mentionné pour la première fois en 956.
Le village est la scène d'une chasse aux sorcières en 1616. Un procès a lieu.

## Source, notes et références
- (de) Cet article est partiellement ou en totalité issu de l’article de Wikipédia en allemand intitulé « St. Bernhard (Thüringen) » (voir la liste des auteurs).